# Hickory, North Carolina
Hickory är en stad i den amerikanska delstaten North Carolina med 40 010 invånare (2010). Största delen av Hickory ligger i Catawba County och mindre delar i Burke County samt Caldwell County.
Under 1900-talet växte Hickory inte minst tack vare möbel- och textilindustrierna.

## Kända personer från Hickory
- Cass Ballenger, politiker
- Madison Bumgarner, basebollspelare
- Chris Hughes, entreprenör
- Matthew Settle, skådespelare
- Ryan Succop, utövare av amerikansk fotboll